# Трайков, Христо
Христо Попов Трайков (болг. Христо Попов Трайков, 24 сентября 1947) — болгарский борец греко-римского стиля, трёхкратный чемпион Европы, призёр чемпионатов мира.

## Биография
Родился в 1947 году в Елин-Пелине. В 1968 году стал чемпионом Европы, но на Олимпийских играх в Мехико занял лишь 12-е место. В 1970 году стал бронзовым призёром чемпионата Европы. В 1972 году стал чемпионом Европы и серебряным призёром чемпионата мира. На Олимпийских играх в Мюнхене занял лишь 5-е место, став тогда наверное самым невезучим борцом-олимпийцем за всю историю Игр, ведь он победил по баллам всех шестерых своих соперников, включая ставшего чемпионом Рустема Казакова и серебряного призёра Ханса-Юргена Вейля, но из-за груза штрафных очков не попал в финальный раунд. В 1973 году снова стал чемпионом Европы и завоевал бронзовую медаль чемпионата мира.